# Akirifushi
Akirifushi est une petite île inhabitée des Maldives. Son nom signifie « l'île de corail ».

## Géographie
Akirifushi est située dans le centre des Maldives, dans le Nord-Ouest de l'atoll Malé Nord, dans la subdivision de Kaafu. 